# Les Animaux fantastiques (série de films)
Pour les articles homonymes, voir Les Animaux fantastiques.
 Pour plus de détails, voir Fiche technique et Distribution
Les Animaux fantastiques est une série de films américano-britannique fantastique réalisés par David Yates et écrits par J. K. Rowling.
La série se situe dans le même univers étendu que l'histoire de Harry Potter, mais une soixantaine d'années plus tôt dans la chronologie. Contrairement à la série de films Harry Potter, celle des Animaux fantastiques n'est pas adaptée de romans, mais d'un court livret-guide éponyme rédigé par Rowling en 2001 et édité sous la forme d'un répertoire de créatures magiques. L'histoire des Animaux fantastiques est donc inédite et dévoilée exclusivement via le contenu de ces films.
Commencée en 2016, la série se composera de cinq films. La narration s'étend de la décennie 1920 à l'année 1945, celle où, dans l'univers  Harry Potter, Albus Dumbledore a vaincu Gellert Grindelwald. Les rôles principaux, Norbert Dragonneau et ses amis Tina Goldstein, Jacob Kowalski et Queenie Goldstein, sont respectivement interprétés par les acteurs Eddie Redmayne, Katherine Waterston, Dan Fogler et Alison Sudol. Le rôle de Dumbledore est interprété par Jude Law ; celui du puissant mage noir Grindelwald est tenu jusqu'en 2018 par Johnny Depp, puis par Mads Mikkelsen.

## Univers

### Une extension du monde des sorciers
L'histoire s'ouvre sur un monde magique hors de Poudlard (environnement principal de l'histoire de Harry Potter) où l'époque, le pays et la culture sont tout à fait différents. Selon le réalisateur David Yates (également réalisateur des quatre derniers films Harry Potter), même si l'histoire de Norbert Dragonneau comporte des détails similaires à celle de Harry Potter, elle s'avère complètement nouvelle : « C'est une extension de ce monde ». Pour le producteur David Heyman « il y est question de magie, des sorciers en sont les protagonistes, mais ce n'est pas de l’univers de Harry dont il s'agit ».

### Contexte de l'histoire
L'histoire des Animaux fantastiques commence au début du XXe siècle, durant la période de l'entre-deux-guerres, dans un monde où sorciers et non-sorciers cohabitent sans que ces derniers aient connaissance d'un monde magique parallèle. L'intrigue du premier épisode est ancrée dans la société américaine en 1926, et plus particulièrement dans la ville de New York. J. K. Rowling choisit volontairement de commencer son histoire dans les années 1920, souhaitant l'ancrer dans un monde réel et parallèle « au bord de l’abîme ». L'intrigue du cinquième et dernier film se clôturera en 1945, à la fin de la Seconde Guerre mondiale. C'est également l'année où Tom Jedusor — principal antagoniste de l'univers de Harry Potter — termine ses études.
Poursuivant le mage noir Gellert Grindelwald qui aspire à régner sur la population non magique planétaire, le sorcier et zoologiste Norbert Dragonneau, accompagné de ses nouveaux amis new-yorkais, est amené à parcourir de nombreux pays muni de sa valise magique qui contient ses créatures.

## Synopsis

### Les Animaux fantastiques(2016)
La première partie de la saga, sortie en 2016, suit les aventures de Norbert, timide magizoologiste, dans la ville de New York en 1926, où il fait escale avant de poursuivre son voyage vers l'Arizona. Sa valise, contenant de nombreuses créatures magiques, s'ouvre par mégarde et les animaux s'échappent dans la ville. Le héros, en s'alliant à un non magicien et à deux sorcières, va faire son possible pour récupérer toutes ses créatures sans qu'elles se blessent et sans se faire arrêter par les aurors du Congrès Magique américain. Il croise également la route d'un personnage sombre, Percival Graves, qui semble s'intéresser de près à l'obscurial qui ravage la ville. Norbert parvient finalement à prouver que Graves n'est autre que le mage noir recherché par les autorités, Gellert Grindelwald.

### Les Crimes de Grindelwald(2018)
En 1927, après six mois de détention, Gellert Grindelwald est enfermé au MACUSA et s'apprête à être transféré sous haute surveillance vers l'Europe. Une escouade d'Aurors ainsi que Rudolph Spielman, responsable des mises en détention de la Confédération Internationale des Sorciers, sont mobilisés pour le voyage, ignorant que Grindelwald a convaincu Abernathy de rejoindre ses rangs au cours de son isolement. Dans le carrosse volant tiré par des sombrals, Grindelwald parvient avec son aide à neutraliser tous les sorciers présents et disparaît, libre, en ne laissant la vie sauve qu'à Abernathy et Spielman.
Trois mois plus tard, Norbert Dragonneau passe un entretien au ministère de la Magie britannique devant Spielman, Travers et Arnold Guzman, dans le but de retrouver son permis de voyager, perdu après avoir « détruit » New York. Son frère Thésée, fiancé à Leta Lestrange, participe à la réunion. Norbert se voit alors proposer un marché : retrouver Croyance Bellebosse, l'obscurial qui a survécu à l'attaque des Aurors, en échange de ses titres de transport. Norbert refuse et quitte le bureau en apprenant que Grimmson, un chasseur de bêtes, est envisagé à sa place pour ce travail. Sur le chemin du retour chez lui, il est intercepté par Albus Dumbledore, qui le remercie d'avoir ramené l'oiseau-tonnerre aux États-Unis pour lui et l'informe de la présence de Croyance à Paris, en espérant que Norbert le retrouve avant Grindelwald. Il lui donne une carte d'un lieu sûr dans la capitale, avant de transplaner.
Une fois rentré chez lui, Norbert a la surprise d'y retrouver Jacob et Queenie. Il apprend que Tina fréquente un Auror, après avoir eu le cœur brisé à la suite d'un article mensonger d'un tabloid faisant état du mariage prochain de Norbert avec Leta Lestrange. Queenie, de son côté, a envoûté Jacob afin qu'ils puissent se marier à Londres (les Non-Majs et les sorciers ne pouvant se côtoyer en Amérique). Une fois le sort levé, Jacob tente de lui faire entendre raison, en sachant que leur vie est à New York et que Queenie serait enfermée si leur relation s'apprenait. Queenie, désespérée, s'emporte et quitte Londres pour retrouver Tina, de séjour à Paris. Norbert, contrarié, décide lui aussi de rejoindre Tina et d'en profiter pour retrouver Croyance.
À Paris, Croyance travaille au cirque Arcanus où sont exposés toutes sortes de « monstres ». Parmi eux se trouve Nagini, une Maledictus qui se transforme en serpent, et dont Croyance est proche. Une fois qu'il obtient une information sur sa mère biologique, Croyance déclenche l'évasion de tous les animaux du cirque pour s'enfuir avec Nagini. Tina, présente, ne parvient pas à entrer en contact avec lui. En revanche, elle est interpellée par Yusuf Kama, le dernier membre d'une lignée de « sang-pur », tout comme Croyance qui, selon Kama, serait l'enfant abandonné mentionné par une prophétie trouvée dans Les Prédictions de Tycho Dodonus. À ce titre, Kama prétend donc connaître la véritable identité de l'obscurial. Queenie, incapable de trouver Tina, s'effondre et est recueillie par Vinda Rosier, la seconde de Grindelwald, avant que celui-ci se présente à elle. Il souhaite qu'elle le rejoigne et lui explique que son seul but est d'offrir, à elle comme à tous les sorciers, la liberté de vivre au grand jour et d'aimer librement. Après quoi, Grindelwald laisse Queenie repartir. Pendant ce temps, Croyance retrouve Irma Dugard, qu'il imagine comme étant sa mère, mais qui est la personne qui l'a confié à sa mère adoptive. Elle n'a pas le temps de lui donner plus d'indices : Grimmson les retrouve au même moment et sur ordre de Grindelwald, tue Irma Dugard, avant de s'enfuir sous la fureur de l'obscurial.
Norbert et Jacob arrivent à Paris par un portoloin clandestin et, grâce à ses animaux, retrouvent Yusuf qui les mène à Tina. Les retrouvailles sont plutôt froides. Yusuf, qui pour des raisons inconnues pense devoir tuer Croyance, les enferme. Toutefois, son séjour prolongé dans les égouts l'ayant rendu malade, cela cause son évanouissement et permet l'évasion du trio. Ils se réfugient chez le contact de Dumbledore, qui s'avère être Nicolas Flamel.
Travers, accompagné d'Aurors, de Thésée Dragonneau et de Leta Lestrange, se rend à Poudlard à la rencontre du professeur Dumbledore. Leta s'éclipse pendant que Travers et Thésée interrompent un cours de défense contre les forces du Mal pour évoquer avec Dumbledore les Prédictions de Dodonus, qui désigneraient l'obscurial, une « fille en chagrin » et un vengeur (que Travers identifie comme étant Norbert Dragonneau sous les ordres de Dumbledore). Travers lui demande de combattre Grindelwald, mais Dumbledore répond avec insistance qu'il en est incapable. En réprimande, Travers le menotte avec des admoniteurs, qui lui permettent d'être informé de tous ses sortilèges lancés, et l'interdit d'enseigner la défense contre les forces du Mal. Lors d'une scène de souvenirs (quatorze ans auparavant), Dumbledore dispense un cours sur les épouvantards à une classe dans laquelle se trouvent les jeunes Norbert et Leta. Cette dernière, même épaulée par Dumbledore, est terrifiée à l'idée d'affronter la créature, qui prend pour elle la forme d'un petit être flottant à l'intérieur d'un voile blanc. De retour en 1927, Leta, qui a préféré s'isoler dans l'une des anciennes salles de cours en attendant les Aurors, est rejointe par Dumbledore. Celui-ci évoque avec elle la mort de son frère, Corvus, qui serait apparemment démentie par la rumeur, en se doutant que cette rumeur doit être la source d'une souffrance supplémentaire pour la jeune femme. Il mentionne douloureusement la mort de sa propre sœur en conseillant à Leta de ne pas s'enfermer dans la solitude et le regret, comme lui-même l'a fait.
À Paris, Norbert et Tina se rendent au ministère français afin de trouver des informations sur Croyance et la famille française des Lestrange aux archives généalogiques. Au cours d'une discussion, Norbert éclaircit sa situation auprès de Tina et en profite pour confier maladroitement ses sentiments pour elle. Leta les rejoint aux archives pour prouver que son frère est bel et bien mort, alors que la rumeur voudrait que ce soit Croyance. Malheureusement, Abernathy a déjà pu récupérer les archives et les a transférées au cimetière du Père-Lachaise sur les ordres de Grindelwald. Les matagots du ministère obligent Norbert, Tina et Leta à s'enfuir. Ils transplanent jusqu'au cimetière.
Là-bas, Norbert, Tina et Leta retrouvent Yusuf, Croyance, Nagini et Jacob (qui via Flamel a découvert où se trouvait Queenie). Leta et Yusuf sont demi-frères, ayant la même mère. Yusuf tente de tuer Croyance, révélant qu'il serait son demi-frère Corvus, le dernier fils des Lestrange, le seul que son père aimait. Leta avoue cependant avoir déjà tué accidentellement Corvus lorsqu'elle était enfant, après l'avoir échangé contre un autre bébé moins bruyant — Croyance — au cours d'un voyage en transatlantique, qui a finalement fait naufrage (le bébé flottant dans le voile était Corvus) et les archives magiques confirment la mort de Corvus. Elle ignore quel était le nom du bébé sauvé qu'ils ont emporté par erreur, laissant Croyance désemparé et sans plus d'indices sur son identité. Ils découvrent qu'une réunion menée par Grindelwald est organisée au cimetière, et que les archives avaient été placées ici afin d'y attirer le jeune homme. Jacob y retrouve Queenie, mais celle-ci ne veut pas partir avant d'avoir écouté Grindelwald. Norbert et Tina comprennent qu'il s'agit d'un piège, avant d'être rejoints par Thésée et ses Aurors.
Lors de son discours, Grindelwald prévient son public de la venue imminente d'une Seconde Guerre mondiale, et qu'il faut combattre la haine et l'arrogance des Moldus, pour le bien de tous. Il ne souhaite qu'une chose : permettre aux sorciers de vivre libres, heureux, et de connaître l'amour. En jouant avec la colère d'une sorcière de ses rangs, il provoque le meurtre de celle-ci par l'un des Aurors présents, puis disperse alors l'assemblée après avoir chargé ses fidèles de transmettre le message. Il dessine un cercle de flammes magique autour de lui pour que les personnes encore présentes, qui ne l'ont pas encore rejoint, décident de le faire, ou de mourir. De nombreux Aurors tentent de s'enfuir mais sont tous rattrapés par les flammes. Croyance est le premier à rejoindre Grindelwald, persuadé qu'il connaît son identité. Nagini tente de le retenir, en vain. Queenie, convaincue par Grindelwald, tente violemment de persuader Jacob. Celui-ci, convaincu de sa folie, refuse de la suivre et ne parvient pas à la retenir. Comprenant que personne d'autre ne viendra, Grindelwald attaque les frères Dragonneau, avant d'être interrompu par Leta. Celle-ci feint de le rejoindre, puis tente de le tuer pour faire diversion. Elle transmet son amour aux deux frères avant d'être tuée par Grindelwald. Le groupe restant, avec l'aide de Nicolas Flamel, forme un cercle et parvient de justesse à éteindre les flammes qui prennent la forme d'une hydre aux multiples têtes, et qui menacent de détruire la ville. Tous sont anéantis par les pertes, tandis que le niffleur de Norbert est parvenu à dérober une mystérieuse fiole que portait Grindelwald.
À Poudlard, ils retrouvent Dumbledore. Norbert lui montre la fiole, qui contient selon lui un pacte de sang liant Dumbledore et Grindelwald depuis leur adolescence, en les empêchant de se faire du mal. Dumbledore confirme, mais pense pouvoir la détruire.
Le second volet, sorti en 2018, fait interagir Norbert avec un personnage déjà apparu dans la série Harry Potter, Albus Dumbledore, avant que celui-ci ne devienne directeur de l’école de Poudlard. L'intrigue est localisée principalement à Paris.

### Les Secrets de Dumbledore(2022)
Le troisième opus de la série est sorti en 2022,,. L'intrigue se déroule notamment en Écosse (à Poudlard), en Allemagne et au Bhoutan.

## Fiche technique
Sauf indication contraire, les informations mentionnées dans cette section peuvent être confirmées par la base de données cinématographiques IMDb,  présente dans la section « Liens externes ».
| Titre français               | Les Animaux fantastiques                                    | Les Animaux fantastiques : Les Crimes de Grindelwald        | Les Animaux fantastiques : Les Secrets de Dumbledore        |                                 |                                 |                                 |                                 |
| Titre original               | Fantastic Beasts and Where to Find Them                     | Fantastic Beasts: The Crimes of Grindelwald                 | Fantastic Beasts: The Secrets of Dumbledore                 |                                 |                                 |                                 |                                 |
| Équipes                      |                                                             |                                                             |                                                             |                                 |                                 |                                 |                                 |
| Réalisation                  | David Yates                                                 | David Yates                                                 | David Yates                                                 | David Yates                     | David Yates                     |                                 |                                 |
| Scénario                     | J. K. Rowling                                               | J. K. Rowling                                               | J. K. Rowling et Steve Kloves                               |                                 |                                 |                                 |                                 |
| Musique                      | James Newton Howard                                         | James Newton Howard                                         | James Newton Howard                                         |                                 |                                 |                                 |                                 |
| Production                   | David Heyman, Steven Kloves, J. K. Rowling et Lionel Wigram | David Heyman, Steven Kloves, J. K. Rowling et Lionel Wigram | David Heyman, Steven Kloves, J. K. Rowling et Lionel Wigram |                                 |                                 |                                 |                                 |
| Décors                       | Stuart Craig, Anna Pinnock                                  | Stuart Craig, Anna Pinnock                                  | Stuart Craig, Neil Lamont, Anna Pinnock                     |                                 |                                 |                                 |                                 |
| Directeur de la photographie | Philippe Rousselot                                          | Philippe Rousselot                                          | George Richmond (en)                                        |                                 |                                 |                                 |                                 |
| Costumes                     | Colleen Atwood                                              | Colleen Atwood                                              | Colleen Atwood                                              |                                 |                                 |                                 |                                 |
| Montage                      | Mark Day                                                    | Mark Day                                                    | Mark Day                                                    |                                 |                                 |                                 |                                 |
| Société de production        | Heyday Films, Wigram Productions et The Blair Partnership   | Heyday Films, Wigram Productions et The Blair Partnership   | Heyday Films, Wigram Productions et The Blair Partnership   |                                 |                                 |                                 |                                 |
| Société de distribution      | Warner Bros. France                                         | Warner Bros. France                                         | Warner Bros. France                                         |                                 |                                 |                                 |                                 |
| Dates de sortie              |                                                             |                                                             |                                                             |                                 |                                 |                                 |                                 |
| France                       | 16 novembre 2016                                            | 14 novembre 2018                                            | 13 avril 2022                                               |                                 |                                 |                                 |                                 |
| Belgique                     | 16 novembre 2016                                            | 14 novembre 2018                                            | 6 avril 2022                                                |                                 |                                 |                                 |                                 |
| Canada                       | 18 novembre 2016                                            | 16 novembre 2018                                            | 15 avril 2022                                               |                                 |                                 |                                 |                                 |
| États-Unis                   | 18 novembre 2016                                            | 16 novembre 2018                                            | 15 avril 2022                                               |                                 |                                 |                                 |                                 |
| Royaume-Uni                  | 18 novembre 2016                                            | 16 novembre 2018                                            | 8 avril 2022                                                |                                 |                                 |                                 |                                 |
| Informations complémentaires |                                                             |                                                             |                                                             |                                 |                                 |                                 |                                 |
| Genres                       | Aventure, familial, fantastique                             | Aventure, familial, fantastique                             | Aventure, familial, fantastique                             | Aventure, familial, fantastique | Aventure, familial, fantastique | Aventure, familial, fantastique | Aventure, familial, fantastique |
| Durée                        | 133 min                                                     | 134 min                                                     | 142 min                                                     |                                 |                                 |                                 |                                 |
| Budget                       | 180 000 000 $                                               | 200 000 000 $                                               | 200 000 000 $                                               |                                 |                                 |                                 |                                 |
| Langue du tournage           | Anglais                                                     | Anglais                                                     | Anglais                                                     | Anglais                         | Anglais                         |                                 |                                 |
| Pays d'origine               | États-Unis, Royaume-Uni                                     | États-Unis, Royaume-Uni                                     | États-Unis, Royaume-Uni                                     | États-Unis, Royaume-Uni         | États-Unis, Royaume-Uni         |                                 |                                 |
| Début du tournage            | 17 août 2015                                                | 3 juillet 2017                                              | Septembre 2020                                              |                                 |                                 |                                 |                                 |
| Fin du tournage              | 29 janvier 2016                                             | 20 décembre 2017                                            | Février 2021                                                |                                 |                                 |                                 |                                 |
| Box-office Monde             | 814 037 575 $                                               | 653 755 901 $                                               | 400 850 844 $                                               |                                 |                                 |                                 |                                 |
| Box-office États-Unis        | 234 037 575 $                                               | 159 555 901 $                                               | 95 850 844 $                                                |                                 |                                 |                                 |                                 |
| Entrées France               | 4 000 807 d'entrées                                         | 4 036 279 d'entrées                                         | 2 752 325 d'entrées                                         |                                 |                                 |                                 |                                 |
| Box office France            | 29 146 248 $                                                | 34 200 000 $                                                | 20 335 793 $                                                |                                 |                                 |                                 |                                 |
| Classification France        | Tout public                                                 | Tout public                                                 | À partir de 10 ans                                          |                                 |                                 |                                 |                                 |
| Classification États-Unis    | Déconseillé aux moins de 13 ans non-accompagnés             | Déconseillé aux moins de 13 ans non-accompagnés             | Déconseillé aux moins de 13 ans non-accompagnés             |                                 |                                 |                                 |                                 |

## Distribution principale
- Eddie Redmayne (VF : Théo Frilet ; VQ : Xavier Dolan) : Norbert Dragonneau
- Katherine Waterston (VF : Pascale Chemin ; VQ : Éveline Gélinas) : Tina Goldstein
- Dan Fogler (VF : Laurent Maurel ; VQ : Tristan Harvey) : Jacob Kowalski
- Alison Sudol : (VF : Marie Diot ; VQ : Catherine Brunet) : Queenie Goldstein
- Ezra Miller (VF : Gauthier Battoue ; VQ : Nicolas Bacon) : Croyance / Credence Bellebosse
- Johnny Depp (VF : Bruno Choël ; VQ : Gilbert Lachance) : Gellert Grindelwald (films 1 et 2)
- Mads Mikkelsen (VF : Yann Guillemot) : Gellert Grindelwald (film 3)
- Jude Law (VF : Alexis Victor ; VQ : Maël Davan-Soulas) : Albus Dumbledore
- Callum Turner (VF : Julien Allouf ; VQ : Frédérik Zacharek) : Thésée Dragonneau
- William Nadylam (VF : lui-même ; VQ : Iannicko N'Doua) : Yusuf Kama
- Zoë Kravitz (VF : Olivia Luccioni ; VQ : Rachel Graton) : Leta Lestrange (film 2)
- Carmen Ejogo (VF : Annie Milon ; VQ : Hélène Mondoux) : Séraphine Picquery (films 1 et 2)
- Jessica Williams : Eulalie « Lally » Hicks (film 3)
- Claudia Kim (VF : Geneviève Doang) : Nagini (film 2)
- Colin Farrell (VF : Boris Rehlinger ; VQ : Martin Watier) : Percival Graves (film 1)

 Source et légende : version française (VF) sur RS Doublage,  et AlloDoublage. Version québécoise (VQ) sur Doublage.qc.ca,.

## Production

### Genèse
Sur une idée du producteur Lionel Wigram, J. K. Rowling développe en 2015 (d'après son propre livre-guide Les Animaux fantastiques) les aventures d'un nouveau héros, Norbert Dragonneau, au sein du même univers étendu que celui de Harry Potter, mais situé soixante-cinq ans plus tôt dans sa chronologie. Wigram souhaitait en effet, après la fin de Harry Potter au cinéma, développer les possibilités qu'offrait le petit livre écrit en 2001 pour l'association Comic Relief. « Norbert est sorti des pages du livre », affirme Wigram. « Je ne pouvais m'empêcher de l'imaginer en train de crapahuter dans toutes sortes de lieux exotiques et dans d'innombrables aventures qu'il vivrait en chemin ».
Ainsi, les créatures et le personnage de Norbert Dragonneau (interprété par Eddie Redmayne) sont adaptés du petit répertoire, tandis que la nouvelle histoire originale, les autres personnages ainsi que « l'extension » de l'univers magique sont développés pour l'occasion par J. K. Rowling, qui décide pour la première fois de s'occuper elle-même du script et d'écrire pour le cinéma.

« Je crois qu'elle a vraiment aimé l'idée. Elle n'a rien dit, puis elle est revenue avec sa propre histoire, une histoire complètement différente, meilleure, plus riche, plus fantastique : la sienne. »

— Lionel Wigram

### Développement
En septembre 2013, Les Animaux fantastiques devait faire l'objet d'une simple adaptation cinématographique du livre-guide éponyme, avant qu'il soit question en mars 2014 d'une trilogie,. En octobre 2016, J. K. Rowling déclare que la série comprendra finalement cinq films,, dont les dates de sortie respectives seront espacées d'environ deux ans. L'histoire de Norbert Dragonneau, qui s'étend de 1926 à 1945, est selon Rowling trop conséquente pour tenir en trois films.
Dès octobre 2016, l'auteure a déjà conçu l'histoire intégralement, sans rejeter l'idée que certains détails puissent évoluer par la suite. De son côté, le reste de l’équipe technique s'adapte pour chaque opus, sans avoir connaissance du dénouement : « elle a conçu une histoire en cinq épisodes, mais nous n'avons accès qu'à un script à la fois », précise David Heyman. Rowling se contente de relever les initiatives potentielles pouvant s'avérer problématiques pour la cohérence de l'ensemble.
Des villes d'Allemagne, d'Italie, ainsi que d'un pays hispanophone ou lusophone – en coïncidence avec le passé de certains personnages, les parallèles historiques et/ou les affinités de la scénariste J. K. Rowling –, sont fortement pressenties en janvier 2018 pour le cadre des intrigues des trois derniers films. En effet, lorsqu'il a été confirmé, en octobre 2016, que la saga comporterait cinq films, l'auteure a posté le message « 5. Five. Cinq. Fünf. Cinco. Cinque. » sur son compte Twitter, écrivant le chiffre 5 en cinq langues différentes, en probable référence aux langues des principaux pays où se dérouleront les intrigues principales des cinq films.

### Attribution des rôles
En 2015, Eddie Redmayne est dit favori pour le rôle principal masculin de la série. Déjà oscarisé pour son rôle de Stephen Hawking dans Une merveilleuse histoire du temps en 2014, et connu des producteurs pour avoir joué aux côtés d'Emma Watson dans le film My Week with Marilyn en 2011, sa participation pour le rôle de Norbert Dragonneau est confirmée deux mois plus tard. Selon le réalisateur David Yates, la « vertiginosité » de sa silhouette et son expressivité ont particulièrement influencé ce choix.
Katherine Waterston et Alison Sudol rejoignent officiellement la distribution dans les rôles de Tina et de Queenie, les deux sœurs new-yorkaises, tandis que Dan Fogler obtient celui du Moldu Jacob Kowalski. Ezra Miller intègre également la distribution pour le rôle de Croyance Bellebosse, un jeune homme tourmenté. Johnny Depp fait une brève apparition dans le rôle du mage noir Gellert Grindelwald, un rôle qu'il reprendra par la suite.
Pour le deuxième film, de nouveaux acteurs rejoignent les premiers, notamment Jude Law dans le rôle du professeur Dumbledore,. Selon le producteur David Heyman, « Jude Law s’est démarqué parce qu’il était juste. Il est charismatique, ce qui est important pour Dumbledore. Il est espiègle, il a une étincelle dans l’œil et son alchimie avec Eddie [Redmayne] était palpable ». D'autres acteurs rejoignent la distribution, tels que Claudia Kim (dans le rôle de la femme serpent Maledictus), Zoë Kravitz (Leta Lestrange) et Callum Turner (Thésée, le frère aîné de Norbert).
Johnny Depp, à la demande de Warner Bros, quitte la production au début du tournage du troisième film, à la suite des accusations de violences conjugales à son encontre. En novembre 2020, il est confirmé que le rôle de Gellert Grindelwald est repris par Mads Mikkelsen pour la suite de la saga.

## Accueil
Le premier film obtient globalement un bon accueil de la part des spectateurs avec une note de 7,4/10 pour 275 887 avis sur l'Internet Movie Database et un score de 79 % évalué sur 85 613 avis sur Rotten Tomatoes. Il est également apprécié par la critique. Selon Wendy Ide de The Guardian, le film « se pose à un tournant très divertissant vers l'âge du jazz américain et insuffle une nouvelle vie à la franchise Potter », ajoutant qu'« en abordant les thèmes de la société divisée et de la persécution des minorités, le film se retrouve parfaitement ancré dans le temps ». Pour Ouest-France, le film multiplie notamment les références aux classiques de la comédie américaine des années 1940, dans un New York des années 1920 « richement reconstitué ».
L'accueil du deuxième film est plus mitigé, avec un score de 37 % sur Rotten Tomatoes. Malgré ses bons résultats en France, Les Crimes de Grindelwald devient en 2019 le film de la franchise ayant obtenu les résultats les plus faibles au box-office historique mondial (détenus auparavant par Harry Potter et le Prisonnier d'Azkaban). Le magazine Première émet une critique positive du film, le considérant comme « un formidable moment de cinéma, excitant et prenant » et comme le meilleur blockbuster de l'année 2018. Le site CinéSéries salue la « qualité honorable », l'intelligence, la profondeur et la fluidité du film, mais relève le rythme un peu plus décousu de sa première partie, considérant l'intrigue « moins pertinente ». Pour Théo Ribeton des Inrockuptibles, le film « prépare trop sa suite pour sauvegarder son autonomie », au risque de devenir ennuyeux. Le Monde déplore à son tour le « philtre d'ennui » prodigué par le film et son absence d'émotions.